# Algodão orgânico

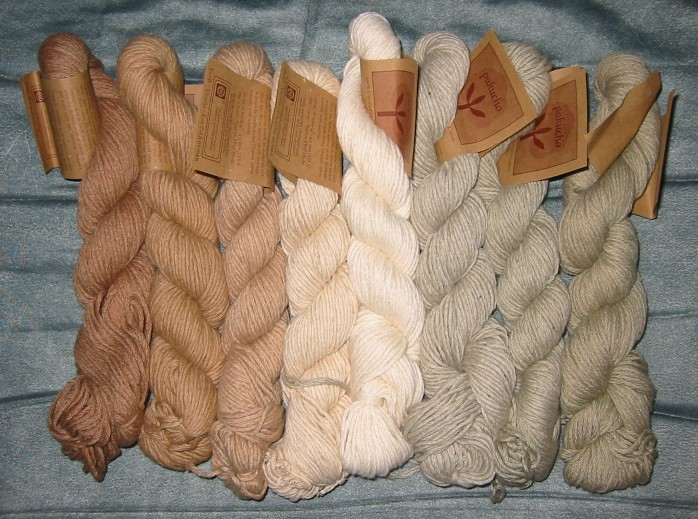
Fio de algodão orgânico.

O algodão orgânico ou algodão biológico é geralmente definido como algodão cultivado organicamente em países subtropicais como Índia, Turquia, China e partes dos EUA a partir de plantas não geneticamente modificadas e sem o uso de quaisquer produtos químicos agrícolas sintéticos, como fertilizantes ou pesticidas além dos permitidos pela rotulagem orgânica certificada. A sua produção visa promover e melhorar a biodiversidade e os ciclos biológicos. Nos Estados Unidos, as plantações de algodão também devem atender aos requisitos impostos pelo Programa Orgânico Nacional (NOP) do USDA para serem consideradas orgânicas. Esta instituição determina as práticas permitidas para o controlo de pragas, cultivo, fertilização e manejo de culturas orgânicas.
Em 2007, 265.517 fardos de algodão orgânico foram produzidos em 24 países e a produção mundial estava a crescer a uma taxa de mais de 50% por ano. Na temporada 2016/2017, a produção global anual atingiu 3,2 milhões de toneladas métricas.

## Pegada ecológica
O algodão cobre 2,5% das terras cultivadas do mundo, mas utiliza 10-16% dos pesticidas do mundo (incluindo herbicidas, inseticidas e desfolhantes), mais do que qualquer outra cultura importante. As consequências ambientais do uso elevado de produtos químicos nos métodos de cultivo de algodão não orgânico incluem o seguinte:
- Os produtos químicos usados no processamento do algodão poluem o ar e as águas superficiais.
- Diminuição da biodiversidade e alteração do equilíbrio dos ecossistemas devido ao uso de pesticidas.[8]

Como é o caso de qualquer comparação entre culturas orgânicas e "convencionais", é preciso ter cuidado ao padronizar por rendimento e não por área de terra. Tal como acontece com muitas culturas, os rendimentos (por hectare) nas explorações agrícolas de algodão biológico são normalmente significativamente mais baixos em comparação com os métodos convencionais; esta diferença de rendimento significa que a água utilizada para produzir a mesma quantidade de fibra de algodão pode, de facto, ser mais elevada no cultivo biológico, em comparação com o cultivo convencional de algodão.

## Pesticidas
Se certificado pelo USDA, o algodão orgânico é cultivado sem o uso de pesticidas sintéticos. No entanto, os produtores orgânicos podem usar um conjunto de pesticidas aprovados organicamente, incluindo piretrinas de material vegetal, sulfato de cobre como moluscicida e fungicida, e uma variedade de sabões inseticidas, entre outros. As taxas de aplicação de pesticidas orgânicos podem muitas vezes exceder as dos sistemas de cultivo convencionais, devido em parte aos grandes défices de rendimento nos sistemas de cultivo orgânico, e os pesticidas orgânicos podem ser pelo menos tão tóxicos como os seus equivalentes convencionais.
Em comparação, o algodão convencional pode ser cultivado utilizando uma série de pesticidas sintéticos. Os campos convertidos de uso convencional para algodão orgânico devem ser testados para garantir que não haja pesticidas residuais com um período de transição de 2 a 3 anos neste processo. Em alguns casos, as empresas passaram a testar elas próprias os resíduos de pesticidas nas fibras ou nos tecidos para garantir que não ocorram fraudes por parte dos agricultores ou das cooperativas agrícolas. O uso de inseticidas, herbicidas, fertilizantes e água diminuiu nos sistemas convencionais como resultado direto da adoção generalizada do algodão geneticamente modificado, que atualmente representa mais de 95% do algodão cultivado nos EUA, Índia e China. A certificação orgânica proíbe o uso de variedades geneticamente modificadas (GM).

## Distribuição da Produção de Algodão Orgânico

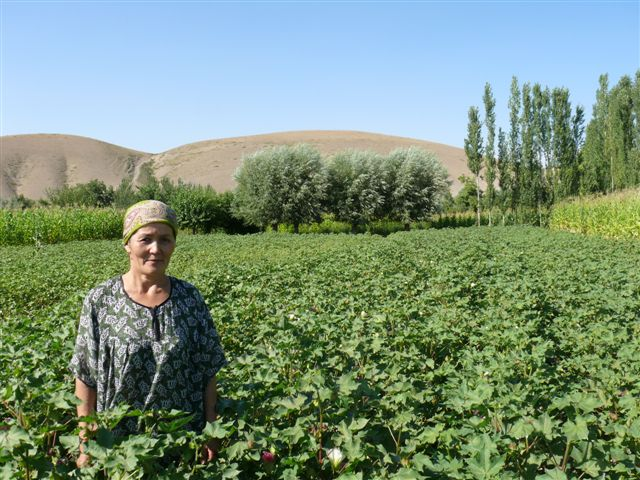
Agricultora de algodão orgânico no Quirguistão.

O algodão orgânico representa apenas 1-2% da produção global de algodão e atualmente é cultivado em muitos países. Os maiores produtores (em 2018) são a Índia (51%), a China (19%), a Turquia (7%) e o Quirguistão (7%). A produção de algodão orgânico em África ocorre em pelo menos 8 países. O primeiro produtor (1990) foi a organização SEKEM no Egipto; os agricultores envolvidos convenceram mais tarde o governo egípcio a converter 400.000 hectares de produção convencional de algodão em métodos integrados, conseguindo uma redução de 90% na utilização de pesticidas sintéticos no Egito e um aumento de 30% nos rendimentos.
Várias iniciativas da indústria visam apoiar os produtores orgânicos, e várias empresas, incluindo a Nike, o Walmart e a C&A agora incorporam o algodão orgânico como parte das suas cadeias de fornecimento A Associação de Comércio Orgânico dos Estados Unidos afirma que o Global Organic Textile Standard (GOTS) é considerado a principal certificação mundial de fibras orgânicas.